# ムハンマド・シヤーア・スーダーニー
ムハンマド・シヤーア・スーダーニー（アラビア語: محمد شياع السوداني, アラビア語発音：ムハンマド・シヤーウ・アッ＝スーダーニー, 口語風発音：ムハンマド・シヤーア・アッ＝スーダーニー、1970年 - ）は、イラクの政治家。
2022年10月27日より、同国の首相を務める。過去にはヌーリー・マーリキー政権の人権相（2010年 - 2014年10月）やマイサーン県知事（2009年 - 2010年）を歴任した。
日本語カタカナ表記では「ムハンマド・スダニ首相」となっていることも多い。

## 経歴
バグダードのシーア派の家庭に生まれる。10歳のとき、父親ほか5人の親族がイスラーム・ダアワ党の党員だった関係で処刑された。湾岸戦争終結後の1991年に国内で暴動が発生すると、これに参加。1997年にマイサーン県農業局に赴任後、クマイト市やアリー・アル＝シャルキー市の農業部長などを歴任した。
2003年のイラク戦争後には、連合国暫定当局 (CPA) とマイサーン県政府との連絡調整役にあたり、2004年にアマーラ市長に任命された。2005年、マイサーン県議会議員に当選。再選後の2009年には、県議会で知事に任命された。
2010年の総選挙後、ヌーリー・マーリキーから人権相に指名され、2010年12月21日に国会の承認を得て就任した。
2011年には「非バアス化」を担う正義責任委員会の委員長に一時的に就任し、かつて政権与党だったバアス党とつながりのある個人を公職から追放する権限を握った。
2014年8月、イラク北部でISISにより数千人のヤジディ教徒が殺害された際には「非道な残虐行為だ」と述べ、「ダーイシュ (ISIS) に毅然と対峙する国際社会の責任」を指摘し、「民間人へのジェノサイドや残虐行為に歯止めをかけるため、ダーイシュと戦争をはじめる」と語った。民間人に対してISISが行った犯罪行為への捜査を開始するよう国際連合人権理事会に求め、そうした犯罪行為はジェノサイドや人道に対する犯罪に相当するとも述べた。
2014年10月のハイダル・アル＝アバーディ政権発足にともない、人権相を退任した（後任はムハンマド・マフディー・アミーン・アル＝バヤティー）。

### 首相
2021年10月の総選挙後、イラクでは新たな首相を選出できない政治危機が続いていた。そうしたなかでスーダーニーに白羽の矢が立ち、2022年5月に正式に首相に指名され、10月27日に国会で承認された。
2023年1月の「ウォール・ストリート・ジャーナル」のインタビューでは、イラクに駐留するアメリカ軍や北大西洋条約機構 (NATO) 軍の部隊が、ISILとの戦闘には参加しないもののイラク軍部隊の訓練や補助にあたっていることを指摘した上で、イラクにおけるアメリカ軍のプレゼンスを認め、その撤退に向けたタイムテーブルを設定しない意向を示した。
2022年4月に中部バービル県で集中豪雨が発生し少なくとも3人が死亡したのを受けて同月13日には公務員に一部例外を除き自宅に待機するよう命じた。

## 人物
既婚で、息子が4人がいる。バグダード大学から農学の学士号と、プロジェクトマネジメント論の修士号を取得している。